# Mai 1944 (guerre mondiale)
Chronologie de la Seconde Guerre mondiale
Avril 1944 - Mai 1944 -  Juin 1944
- 1er au 17 mai : 
  - Conférence du Commonwealth.

- 8 mai : 
  - Le jour-J pour l'opération Overlord fixé au 5 juin.

- 9 mai :
  - Les Russes reprennent Sébastopol.

- 10 mai :
  - Jonction des forces alliées et chinoises en Birmanie.

- 11 mai :
  - Début de l'offensive générale alliée sur les lignes de défenses allemandes (ligne Gustave et ligne Hitler) en Italie.

- 12 mai :
  - Les Japonais franchissent le fleuve Jaune en Chine.

- 15 mai : 
  - Départ du convoi 73 de déportation des Juifs de France, du camp de Drancy vers Kaunas : 878 déportés, 16 survivants en 1945.

- 17 mai :
  - Reprise par les Américains de l'atoll de Wake dans le Pacifique.

- 20 mai : 
  - Départ du 74e convoi de déportation des Juifs de France, du camp de Drancy vers Auschwitz : 1200 déportés, 157 survivants en 1945.

- 23 mai :
  - Le roi Haakon prend la tête du mouvement de résistance norvégien.

- 26 au 31 mai :
  - Bombardements aériens alliés sur de nombreuses villes françaises.

- 29 mai :
  - Début d'une nouvelle offensive japonaise en Chine.

- 30 mai : 
  - Départ du 75e convoi de déportation des Juifs de France, du camp de Drancy vers Auschwitz : 1000 déportés, 85 survivants en 1945.